# Polyrhachis rotundiceps
Polyrhachis rotundiceps är en myrart som beskrevs av Vladimir Aphanasjevich Karavaiev 1927. Polyrhachis rotundiceps ingår i släktet Polyrhachis och familjen myror. Inga underarter finns listade i Catalogue of Life.